# Axel Vilhelm von Knorring

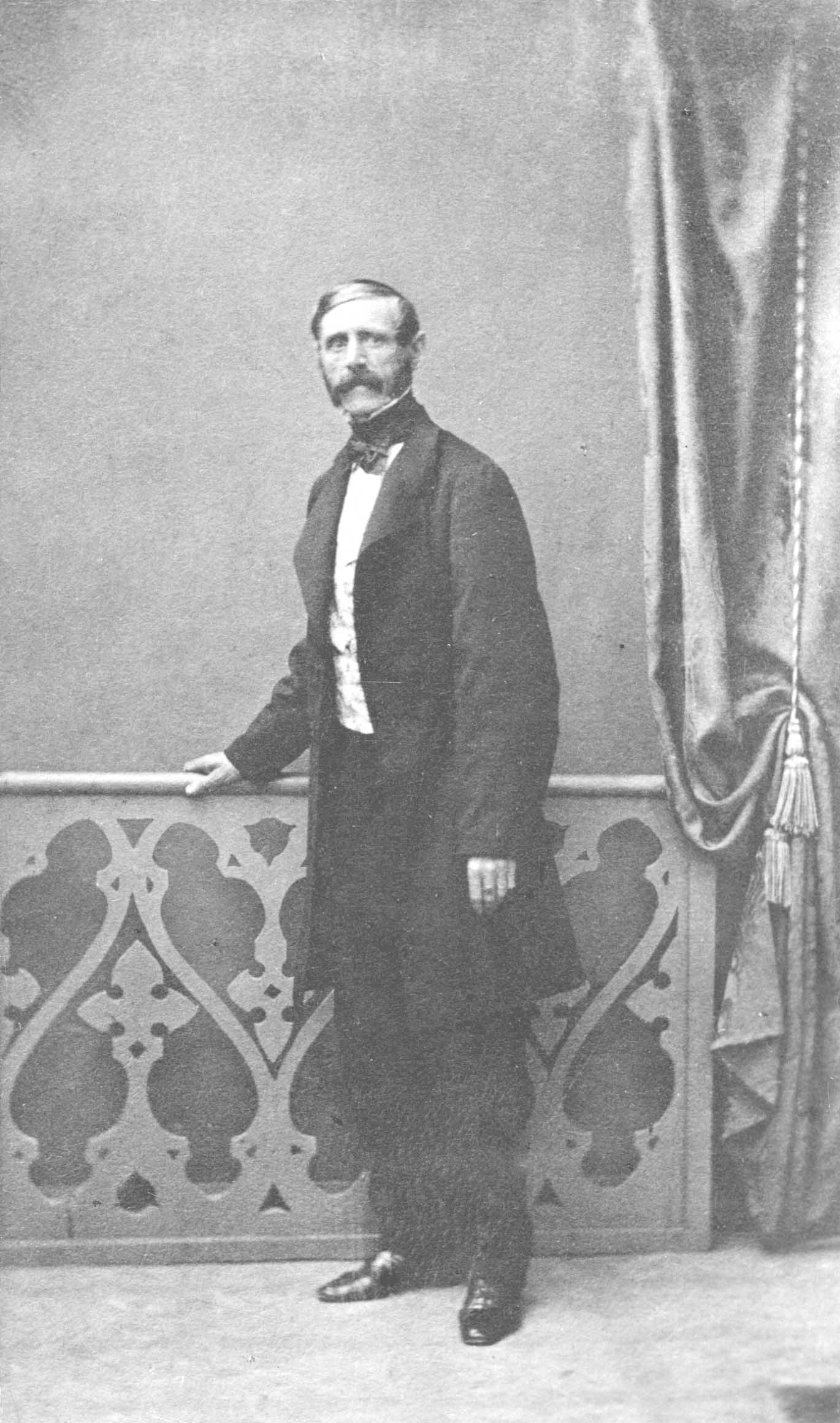
Axel Vilhelm von Knorring.

Axel Vilhelm von Knorring, född 31 december 1806 på Tiberg i Kyrkefalla socken, död 23 juli 1887 på Sundbyvik i Tumbo socken, var en svensk friherre, militär och lantbrukare.
von Knorring blev furir vid Skaraborgs regemente 1823 och fänrik där 1825. Efter officersexamen 1826 blev han löjtnant 1833 och kapten 1847. Han tog avsked från kaptensbefattningen 1856. Han var överkontrollör för brännvinstillverkningen i åttonde distriktet av Skaraborgs län från 1855.  von Knorring blev riddare av Svärdsorden 1869. Som godsförvaltare ägde han Ulvangen i Locketorps socken och hus i Skövde samt arrenderade Sundbyvik, Österby med flera egendomar i Tumbo socken 1862–1884.
Han var son till Carl Gustaf von Knorring (1757–1808) och Johanna Sofia Haij (1771–1807) samt gift första gången från 1834 med Eva Leijer (1799-1839) som var dotter till kaptenen Jesper Emanuel Leijer (1761–1823) och andra gången från 1841 med Catharina Charlotta Henrika (Karin) Reenstierna (1815–1912) som var dotter till ryttmästaren Lars Reenstierna (1750-1840). Han blev far till riksdagsledamoten Ivan von Knorring.